# Comité National Olympique et Sportif Béninois
Das Comité National Olympique et Sportif Béninois (IOC-Code: BEN, Abkürzung: CNOS BEN) ist das Nationale Olympische Komitee, das den westafrikanischen Staat Benin vertritt. Es wurde im Frühjahr 1962 gegründet und im Juni 1962 vom Internationalen Olympischen Komitee vorläufig anerkannt.

## Geschichte
Im Februar 1962 wurde der IOC-Sekretär über den Plan zur Gründung eines Nationalen Olympischen Komitees in Dahomey informiert. Im Frühjahr 1962 gründeten die Vertreter von sieben nationalen Sportverbänden (Leichtathletik, Basketball, Boxen, Radsport, Fußball, Volleyball und Tennis) das Nationale Olympische Komitee von Dahomey. Die Präsidenten des Leichtathletik- und des Volleyballverbands, Justin Durand und Adolphe Santos, wurden Präsident bzw. Generalsekretär des neuen NOC. Das Statut des NOCs wurde erst 1985 vollständig anerkannt.
1972 nahm das erste Team aus Benin bei Olympischen Spielen teil.

## Präsidenten
- 1962–1981: Justin Durand
- 1981–1982: Soule Dankoro
- 1982–heute: Marius Francisco